# Nagy Kálmán (orvos)
Nagy Kálmán (Nagydobos, 1946. március 29. –) orvos, onkológus, politikus. Borsod-Abaúj-Zemplén megye 3. választókerületének országgyűlési képviselője 2010. május 14-től 2014. május 5-ig, amikor az országgyűlési körzetek összevonása miatt megszűnt mandátuma.

## Élete
1946. március 29-én született Nagydoboson.
1971-ben summa cum laude minősítéssel elvégezte az orvosi egyetemet. 1987-ben az orvostudományok kandidátusa lett. Hematológus, immunológus és gyermekgyógyász szakorvos. Franciaországban (Párizsban) és Németországban volt ösztöndíjas.

### Orvosi pályája
Több szakmai és állami kitüntetés birtokosa. A Temesvári Egyetem díszdoktora. Felkérésre, Romániában az ő vezetésével végezték az első csontvelő-átültetést. A világon először transzplantált idegen csontvelői sejtekkel gyermekkori immunbeteget.
Jelenleg a Borsod-Abaúj-Zemplén Megyei Kórház és Egyetemi Oktató Kórház Gyermekonkológiai és Csontvelő transzplantációs Osztályának osztályvezető főorvosa. 1992–2000 között az Orvostovábbképző Intézet, majd a Semmelweis Egyetem II. Gyermekgyógyászati Tanszékének tanszékvezetője volt. 1991-ben munkatársaival létrehozta a daganatos betegek kezelését támogató Bonta Zoltán Alapítványt. Megközelítőleg száz angol és magyar nyelvű orvosi közlemény mellett mintegy 40 társadalmi problémákkal kapcsolatos közleményt publikált napi- és hetilapokban.

### Politikai pályája
A 2006. évi országgyűlési választásokon Borsod-Abaúj-Zemplén megyei területi listán szerzett mandátumot.
A Kereszténydemokrata Néppárt országgyűlési frakciójának, 2006. május 30-tól az Országgyűlés Egészségügyi bizottságának tagja.

## Művei
- B. Tóth Erika: Alkonyfény. A leukémián innen és túl. Dr. Nagy Kálmán harca a gyermekéletekért; szerzői, Nyékládháza, 2009
- Hazát a betegeknek is!; KDNP Országgyűlési Képviselőcsoportja, Bp., 2010 (Kereszténység és közélet)